# Gudur
Gudur es una ciudad y  municipio situada en el distrito de Sri Potti Sriramulu Nellore en el estado de Andhra Pradesh (India). Su población es de 74037 habitantes (2011). Se encuentra a 35 km de Nellore.

## Demografía
Según el censo de 2011 la población de Gudur era de 74037  habitantes, de los cuales 36424 eran hombres y 37613 eran mujeres. Gudur tiene una tasa media de alfabetización del 78,7%, superior a la media estatal del 67,02%.